# Robert Hartmann
Karl Robert Eduard Hartmann (Blankenburg, 1832. október 8. – Potsdam, 1893.) német természettudós és néprajzkutató.

## Élete
Hartmann Berlinben orvostudományt tanult. 1859-60 között Barnim Adalbert fiát, Adalbert, porosz herceget és feleségét, Elßler Therese-t, kísérte Északkelet-Afrikába. 1865-től állattant és összehasonlító élettant tanított a mezőgazdasági főiskolán Proskauerban. 1867 egyetemi adjunktus, 1873-anatómia professzora a berlini egyetemen. Sokáig a svéd és az olasz tengerparton végzett anatómiai boncolásokat a tengeri élőlényeken. Az afrikai utazás alkalmán összegyűjtött anyagot, mint földrajzi, mint néprajzi értelemben személyesen adta át Barnim Adalbert bárónak, aki tulajdonképpen finanszírozta az egész expedíciót.

## Hartmann afrikai kutatásai
Robert Hartmann barátja volt a híres Afrika kutatónak, Heinrich Barthnak. Barth mindig is szívesen látogatott Afrika földjére, főként az afrikai nép pozitív megítélése miatt. Hartmann néprajzi kutatásait a Nigritier című könyvében jelentette meg, amely nemvárt szerencsétlenséget okozott. A könyv megjelenése után rasszista támadások érték, azzal gyanúsították, hogy csakis azért utazott Afrikába, hogy "néger" legyen. Ezek után a kutatásait csakis egyetemi területen kívül folytatta. Az afrikaiak kultúrájának tanulmányozásával foglalkozott.
Darwin és más híres kutatók azt tanácsolták, hogy a felfedezett kultúrákat tanítani kellene az egyetemeken, de ezt az eszmét Hartmann nyíltan ellenezte. Élete utolsó évében is Afrikában volt, ahol megbetegedett. Sürgősen Németországba szállították, de már nem tudták megmenteni, 1893-ban hunyt el.

## Művei
- Naturgeschichtlich-medizinische Skizze der Nilländer (Berlin, 1865-66)
- Die Nigritier (Berlin, 1876, Bd. 1)
- Die Völker Afrikas (Leipzig, 1880)
- Handbuch der Anatomie des Menschen (Straßburg, 1881)
- Der Gorilla (Leipzig, 1881)
- Die menschenähnlichen Affen (Leipzig, 1883)
- Abessinien und Die Nilländer (Leipzig, 1883)
- Madagaskar etc. (Leipzig, 1886)

### Magyarul megjelent műve
- Az emberszabásu majmok és szervezetök; ford. Thirring Gusztáv, összehasonlította Paszlavszky József; Természettudományi Társulat, Bp., 1888 (Természettudományi Könyvkiadó Vállalat)